# Maskholmen
Maskholmen, finska: Matosaari, är en ö i Finland. Den ligger i Finska viken och i kommunen Helsingfors i den ekonomiska regionen  Helsingfors i landskapet Nyland, i den södra delen av landet. Ön ligger omkring 15 kilometer öster om Helsingfors.
Öns area är 0,8 hektar och dess största längd är 170 meter i nord-sydlig riktning.